# معركة ويكفيلد
معركة ويكفيلد (بالإنجليزية: Battle of Wakefield)‏ هي من معارك حرب الوردتين انتهت بفوز جيش لانكاستر